# Дорохович, Сергей Иванович
Сергей Иванович Дорохович (бел. Сяргей Іванавіч Дараховіч; род. 16 июня 1979, Молодечно, Минская область) — белорусский футболист, выступавший на позиции полузащитника; тренер.

## Карьера
Воспитанник футбольного клуба «Молодечно». В июле 1999 года стал привлекаться к играм с основной командой. Дебютировал за клуб 31 июля 1999 года в матче против борисовского БАТЭ. По итогу чемпионата футболист вместе с клубом вылетели в Первую лигу, которую затем выиграли и вернули себе прописку в сильнейшем дивизионе белорусского футбола. Затем в 2003 году вместе с клубом снова вылетел в Первую лигу, а через год клуб и вовсе попал во Вторую лигу. Всего за клуб в рамках белорусских чемпионатов сыграл 104 матча, в которых отличился 6 забитыми голами.
В начале 2005 года футболист присоединился к «Сморгони», вместе с которой выступал в Первой лиге. Стал одним из основных игроков команды, а также помог клубу стать бронзовым и серебряным призёром Первой лиги. В 2007 году уже представлял клуб в Высшей лиге и помог ему закрепиться в середине таблицы. По окончании сезона футболист покинул клуб, отличившись за него забитым голом в 76 матчах в рамках чемпионата.
В 2008 году вернулся в «Молодечно» вместе с которым выступал во Второй лиге. Выступал за клуб затем вплоть до конца 2015 года, после чего завершил карьеру профессионального футболиста.

## Тренерская карьера
В феврале 2017 года возглавил «Молодечно-ДЮСШ-4». В начале 2018 года покинул пост главного тренера, однако остался в тренерском штабе клуба. В июне 2018 года покинул клуб. В 2019 году присоединился к «Андердогу» в роли ассистента главного тренера. По окончании сезона покинул клуб.
В начале 2020 года вернулся в «Молодечно-2018» в роли главного тренера. В первом же сезоне стал с клубом бронзовым призёром Второй лиги. В марте 2022 года вместе с клубом отправился выступать в Первую лигу. В декабре 2022 года продлил контракт с клубом. В июле 2023 года вместе с тренерским штабом покинул клуб, который возглавлял на протяжении 3 лет.
В январе 2024 года присоединился к тренерскому штабу «Сморгони» в роли ассистента главного тренера.
22 апреля 2025 года стал главным тренером «Сморгони», сменив ушедшего в «Витебск» Игоря Слесарчука.

## Достижения
«Молодечно»
- Победитель Первой лиги: 2000